# Viola Reggio Calabria 1993-1994
Rosa della Viola Reggio Calabria per la stagione 1993-1994 di Serie A1.
Piazzamento finale: eliminata ai quarti di finale dalla Victoria Libertas Pesaro.
Coppe europee: 7º posto, eliminata agli ottavi di finale della Coppa Korać dall'Estudiantes Madrid.
Sponsor: Pfizer.
| Nome                                         | Nazionalità                              | Ruolo      | Nascita |
| -------------------------------------------- | ---------------------------------------- | ---------- | ------- |
| Marco Baldi                                  | Italia (bandiera)                        | centro     | 1966    |
| Alessandro Santoro                           | Italia (bandiera)                        | playmaker  | 1965    |
| Marco Spangaro                               | Italia (bandiera)                        | guardia    | 1969    |
| Jorge Rifatti                                | Argentina (bandiera) · Italia (bandiera) | centro     | 1970    |
| Kevin Pritchard                              | Stati Uniti (bandiera)                   | playmaker  | 1967    |
| Paolo Giuliani                               | Italia (bandiera)                        | ala        | 1972    |
| Massimo Minto                                | Italia (bandiera)                        | ala        | 1965    |
| Roberto Bullara                              | Italia (bandiera)                        | guardia    | 1964    |
| Gustavo Tolotti                              | Italia (bandiera)                        | ala-centro | 1967    |
| Ken Barlow                                   | Stati Uniti (bandiera)                   | centro     | 1964    |
| Luciano Bosio (dal 20/11/1993 al 20/02/1994) | Italia (bandiera)                        | playmaker  | 1959    |
| All: Carlo Recalcati                         | Italia (bandiera)                        | -          | 1945    |